# 長岡東バイパス
長岡東バイパス（ながおかひがしバイパス）は、新潟県長岡市灰島新田から、同市十日町に至る国道8号・国道17号のバイパス道路である。

## 概要
長岡市東部の郊外を、北東から南西に縦貫するバイパス道路。全線4車線、一部立体交差方式となっている。
十日町IC以南小千谷バイパス（おぢやバイパス）、灰島新田交差点以北は見附バイパス（みつけバイパス）となっており、これらが一本のバイパス路線として機能している。長岡バイパス、長岡東西道路、左岸バイパスと併せて長岡市の外環状道路を形成する。地元では単に「東バイパス」と呼んでいる者も多い。
警察庁によると福島交差点から川崎南交差点間の規制速度を現行の60 km/hから70 - 80 km/hへ引き上げることが検討されている。

### 路線データ
- 起点 :新潟県長岡市灰島新田
- 終点 :新潟県長岡市十日町
- 路線延長 :16.96 km

### 渋滞状況
交通量は国道8号の長岡市新組町で最も多く約53,000 台/日、同市川崎町、喜多町（長岡バイパスを参照） で約46,000 台/日と多い。このような交通量が多い中で近年交通量の増加により、朝の通勤ラッシュ時には以下の交差点（長岡市内）で渋滞が発生する。朝は午前7時前から午前8時半頃にかけて集中して渋滞する。夕方は午後5時前から6時半ごろにかけて集中して渋滞する。
- 灰島新田交差点
  - 上り線：上越・小千谷方面の灰島新田交差点を先頭に中之島見附IC北陸自動車道付近まで渋滞
  - 下り線：新潟・三条方面の灰島新田交差点を先頭に交差点手前400 m付近まで渋滞
- 新組南交差点
  - 上り線：上越・小千谷方面の新組南交差点を先頭に池之島高架橋池之島IC付近まで渋滞
  - 下り線：新潟・三条方面の新組南交差点を先頭に上越新幹線高架橋付近まで渋滞
- 福島交差点
  - 下り線：新潟・三条方面の福島交差点を先頭に亀貝IC付近まで渋滞
- 川崎南交差点
  - 上り線：高崎・小千谷方面の川崎南交差点を先頭に川崎IC付近まで渋滞
  - 下り線：新潟・三条方面の川崎南交差点を先頭に中沢IC付近まで渋滞

## 歴史
主要交差点については、将来の立体交差化を前提として工事が進められた。
- 1973年（昭和48年） - 工事着手[4]。
- 1978年（昭和53年）10月23日 - 十日町 - 中沢間延長7.48 kmが暫定2車線で開通[1][5]。
- 1982年（昭和57年）10月19日 - 中沢 - 灰島新田間延長9.48 kmが暫定2車線で開通し、全線供用開始[1][6]。
- 1986年（昭和61年）11月10日 - 中沢ICが立体交差化[7]。
- 1987年（昭和62年）4月24日 - 4車線化に着手[1]。
- 1988年（昭和63年）12月9日 - 中沢 - 小曽根間延長2.7 kmが4車線化[1]。
- 1997年（平成9年） - 全線4車線化。

## 地理

### 通過する自治体
- 新潟県
  - 長岡市

### 交差する道路
- 上側が新潟側、下側が東京側。左側が西側、右側が東側。
- 路線名の特記がないものは市道。
- （間）は他の道路を介して接続している間接接続

| 施設名                                             | 接続路線名                                                                                   | 接続路線名                                                           | 新潟から (km) | 所在地 |
| -------------------------------------------------- | -------------------------------------------------------------------------------------------- | -------------------------------------------------------------------- | ------------- | ------ |
| 国道8号見附バイパス（重複:国道17号）三条・新潟方面 |                                                                                              |                                                                      |               |        |
| 灰島新田                                           | 新潟県道498号長岡中之島見附線                                                                | 新潟県道109号押切停車場線                                            |               | 長岡市 |
| 新組南                                             | 新潟県道126号長岡見附線                                                                      | 新潟県道126号長岡見附線                                              |               | 長岡市 |
| 亀貝IC                                             | 新潟県道8号長岡見附三条線                                                                    | 新潟県道8号長岡見附三条線                                            |               | 長岡市 |
| 川崎IC                                             | 国道8号（重複:国道351号）（長岡バイパス） （以北の長岡東バイパスは国道8号（重複:国道17号）） | 国道351号 （以南の長岡東バイパスは国道17号）                         |               | 長岡市 |
| 中沢IC                                             | 国道404号                                                                                    | 新潟県道9号長岡栃尾巻線                                              |               | 長岡市 |
| 長倉IC                                             | 国道352号（ハーフIC:東京・上越方面のみの流入出）                                             | 国道352号（ハーフIC:東京・上越方面のみの流入出）                     |               | 長岡市 |
| 高畑                                               | 新潟県道111号南長岡停車場線                                                                  |                                                                      |               | 長岡市 |
| 高畑南                                             | 新潟県道370号滝谷三和線上条改良                                                              |                                                                      |               | 長岡市 |
| 片田                                               | 新潟県道370号滝谷三和線                                                                      | 新潟県道370号滝谷三和線                                              |               | 長岡市 |
| 片田IC                                             | 新潟県道23号柏崎高浜堀之内線（ハーフIC:新潟・三条方面のみの流入出）                          | 新潟県道23号柏崎高浜堀之内線（ハーフIC:新潟・三条方面のみの流入出）  |               | 長岡市 |
| 十日町IC                                           | 新潟県道498号長岡中之島見附線（ハーフIC:東京・上越方面のみの流入出）                         | 新潟県道498号長岡中之島見附線（ハーフIC:東京・上越方面のみの流入出） |               | 長岡市 |
| 国道17号 小千谷バイパス東京・魚沼方面              |                                                                                              |                                                                      |               |        |

### 接続するバイパスの位置関係
- 国道8号
  - （富山・京都方面）長岡バイパス - 川崎IC- 長岡東バイパス（北側区間） - 見附バイパス（新潟方面）
- 国道17号
  - （高崎・東京方面）小千谷バイパス - 長岡東バイパス（南側区間） - 川崎IC - 国道8号重複区間（新潟方面）

## 座標
- 北緯37度31分24秒 東経138度52分34秒 / 北緯37.52324度 東経138.876243度:灰島新田交差点
- 北緯37度22分58秒 東経138度50分04秒 / 北緯37.382827度 東経138.834465度:十日町インターチェンジ

座標: 北緯37度26分54秒 東経138度52分25秒 / 北緯37.44822度 東経138.873539度